# Phytocerum cayennense
Phytocerum cayennense is een keversoort uit de familie spinthoutkevers (Cerophytidae). De wetenschappelijke naam van de soort werd in 1870 gepubliceerd door Henri Achar de Bonvouloir.